# 特定社会保険労務士
特定社会保険労務士（とくていしゃかいほけんろうむし）とは、労使間における労働関係の紛争において、裁判外紛争解決手続制度に則った代理業務に従事することを認められた社会保険労務士である。

## 概要
不当解雇、賃金未払い、パワーハラスメント、セクシュアルハラスメント等々、昨今の労使間トラブルの急増に伴い、裁判外での迅速な解決を目的として、2007年から社会保険労務士に対し新たに権利付与された制度である。これまでの社会保険労務士は、企業からの顧問契約や企業内での労務管理等、一般的に会社側の立ち位置での実務が主軸とされ、法律職資格ではあるものの業務内容はコンサルティング要素が強いと言えるが、当業務においては、法律業務的側面を前面に押し出した形になり、労働者サイドに立った実務を行うことができるのが特長と言える。また近年、労働者との間におけるトラブルを未然に防止する為にも特定社会保険労務士としての知識と経験とを企業が求めるケースが増えて来ている。

## 付記要件
特定社会保険労務士となるには、社会保険労務士登録を受けている者が 厚生労働大臣が定める司法研修（特別研修）を修了し（登録を受けていない有資格者は、研修の受講は認められていない）、そのうえで紛争解決手続代理業務試験に合格しなければならない。紛争解決手続代理業務試験は、毎年1回以上（現在は原則として11月）、厚生労働大臣の委託により全国社会保険労務士会連合会が行う。
社会保険労務士名簿に、紛争解決手続代理業務試験に合格した旨の付記を受けると、特定社会保険労務士としての業務が行える。

## 紛争解決手続代理業務
個別労働関係紛争の当事者が、都道府県労働局の紛争調整委員会や民間ADR機関にあっせん申請等を行う場合（また、あっせん申請等の相手方となった場合）において相談に応じ、また代理人として代理業務を行う。なお、紛争解決手続代理業務には、紛争解決手続と平行して行われる和解交渉、和解契約の締結が含まれるが、特定社会保険労務士であっても、紛争解決手続の開始前に、代理人となって事前交渉することは認められない。
1. 個別労働関係紛争解決促進法に基づき都道府県労働局が行うあっせん手続の代理
2. 男女雇用機会均等法に基づき都道府県労働局が行う調停手続の代理
3. 育児介護休業法に基づき都道府県労働局が行う調停手続の代理
4. 短時間労働者の雇用管理の改善等に関する法律に基づき都道府県労働局が行う調停手続の代理
5. 個別労働関係紛争について都道府県労働委員会が行うあっせん手続の代理
6. 個別労働関係紛争について厚生労働大臣が指定する団体が行う裁判外紛争解決手続の代理（紛争価額が120万円を超える案件は弁護士との共同受任）

具体的には、あっせん申請等が労働局やADR機関に受理された時点で、交渉代理権が発生し、相手方と直接的に交渉を行うことが可能となる。ただし、交渉過程において、和解が成立したとしても、実際の和解締結書類は、紛争調整委員会やADR機関における話し合いの場において締結することが義務付けられている。
特定社会保険労務士は、以下の事件については紛争解決手続代理業務を行ってはならない。ただし、3.については、受任している事件の依頼者が同意した場合は行うことができる。
1. 紛争解決手続代理業務に関するものとして、相手方の協議を受けて賛助し、又はその依頼を承諾した事件
2. 紛争解決手続代理業務に関するものとして相手方の協議を受けた事件で、その協議の程度及び方法が信頼関係に基づくと認められるもの
3. 紛争解決手続代理業務に関するものとして受任している事件の相手方からの依頼による他の事件
4. 開業社会保険労務士の使用人である社会保険労務士又は社会保険労務士法人の社員若しくは使用人である社会保険労務士としてその業務に従事していた期間内に、その開業社会保険労務士又は社会保険労務士法人が、紛争解決手続代理業務に関するものとして、相手方の協議を受けて賛助し、又はその依頼を承諾した事件であつて、自らこれに関与したもの
5. 開業社会保険労務士の使用人である社会保険労務士又は社会保険労務士法人の社員若しくは使用人である社会保険労務士としてその業務に従事していた期間内に、その開業社会保険労務士又は社会保険労務士法人が紛争解決手続代理業務に関するものとして相手方の協議を受けた事件で、その協議の程度及び方法が信頼関係に基づくと認められるものであつて、自らこれに関与したもの

## 現状と今後
特定社会保険労務士は、紛争解決代理業務に従事することのできる社会保険労務士であり、資格としての位置付けは、社会保険労務士の上位資格ではなく、あくまで業務拡張に伴う付記資格となる。ただし、付記に際し、厚生労働大臣が定める研修を経て、国家試験である紛争解決手続代理業務試験の合格が求められる為、労働法規に精通した社会保険労務士と言うことができる。ただ、紛争解決のニーズが高まる一方で、代理業務自体は、一部の実務家に集中しているのが現状である。社会保険労務士の中には、年金業務に特化した活動を行う実務家や、給与計算、社会保険・労働保険事務処理業務において、既に基盤を築いている実務家も多く、あえて資格取得を行わない者も少なくない。また、紛争自体を敬遠する者も多く、隣接士業の司法書士における認定司法書士ほど取得率が上がっていないのも事実である。しかし、最近では、労使間トラブルの未然防止と万一のリスクマネジメントとに備え、 企業内で労務管理に専業従事する勤務社会保険労務士に、資格取得を積極的に奨励する企業も増えて来ている。
2007年 裁判外紛争解決手続制度の代理権付与を受けて以来、全国社会保険労務士会連合会では、特定社会保険労務士1万人輩出を当面の目標として掲げて来た。その結果、平成22年 第6回紛争解決手続代理業務試験の合格者をもって、特定社会保険労務士有資格者は1万人を超えることとなった（実際に特定社会保険労務士登録を行っていない者も含む）。この数値は、社会保険労務士登録者の約1／4強の数値であり、今後は更なる司法的な側面から労使間トラブルの解決、未然防止に尽力することで社会に貢献することが求められる。

## 参考
厚生労働省発表 個別労働紛争解決制度実施状況
| 年                 | 総合労働相談件数 | 民事上の個別労働相談件数 | 助言・指導受付件数 | あっせん申請受理件数 |
| ------------------ | ---------------- | ------------------------ | ------------------ | -------------------- |
| 2005年（平成17年） | 907,809件        | 176,429件                | 6,369件            | 6,888件              |
| 2006年（平成18年） | 946,012件        | 187,387件                | 5,761件            | 6,924件              |
| 2007年（平成19年） | 997,237件        | 197,904件                | 6,652件            | 7,146件              |
| 2008年（平成20年） | 1,075,021件      | 236,933件                | 7,952件            | 8,457件              |
| 2009年（平成21年） | 1,141,006件      | 247,302件                | 7,778件            | 7,821件              |
| 2010年（平成22年） | 1,130,234件      | 246,907件                | 7,692件            | 6,390件              |
| 2011年（平成23年） | 1,109,454件      | 256,343件                | 9,590件            | 6,510件              |
| 2012年（平成24年） | 1,067,210件      | 254,719件                | 10,363件           | 6,047件              |

以上の内、特定社会保険労務士が受任した具体的件数は不明